# 에번 바허

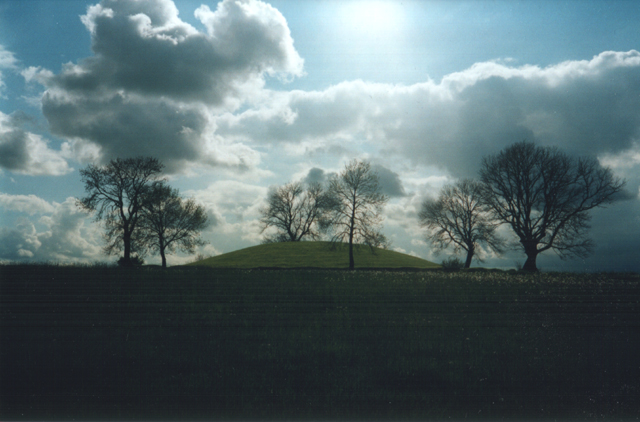

에번 바허(고대 아일랜드어: Emaın Macha [ˈeṽənʲ ˈṽaxə]), 또는 아운 와허(아일랜드어: Eamhain Mhacha [ˈaw̃nʲ ˈw̃axə])는 북아일랜드 아마주에 소재한 유적지이다. 아일랜드 신화에 따르면 기독교가 전해지기 전 울라 왕국의 수도였던 곳이라고 한다.